# Zaręby-Krztęki
Zaręby-Krztęki – wieś w Polsce w województwie podlaskim, w powiecie zambrowskim, w gminie Zambrów.
W latach 1975–1998 miejscowość administracyjnie należała do województwa łomżyńskiego.
W granicach administracyjnych miejscowości znajduje się ok. 17 zamieszkanych domostw.
Wierni kościoła rzymskokatolickiego należą do parafii św. Doroty w Rosochatem Kościelnem.